# Consolida trigonelloides
Consolida trigonelloides är en ranunkelväxtart som först beskrevs av Pierre Edmond Boissier, och fick sitt nu gällande namn av Philip Alexander Munz. Consolida trigonelloides ingår i släktet åkerriddarsporrar, och familjen ranunkelväxter. Inga underarter finns listade i Catalogue of Life.